# Corso Vittorio Emanuele II (Milán)
El Corso Vittorio Emanuele II, antiguamente llamado Corsia dei Servi, es una de las calles más importantes del centro de Milán, Italia. Une la Piazza del Duomo con la Piazza San Babila, y forma parte de una amplia zona peatonal que comprende también la Piazza Mercanti y la Via Dante. Aquí se encuentran numerosas tiendas (sobre todo de ropa), que la hacen una de las principales zonas comerciales de la ciudad.

## Historia

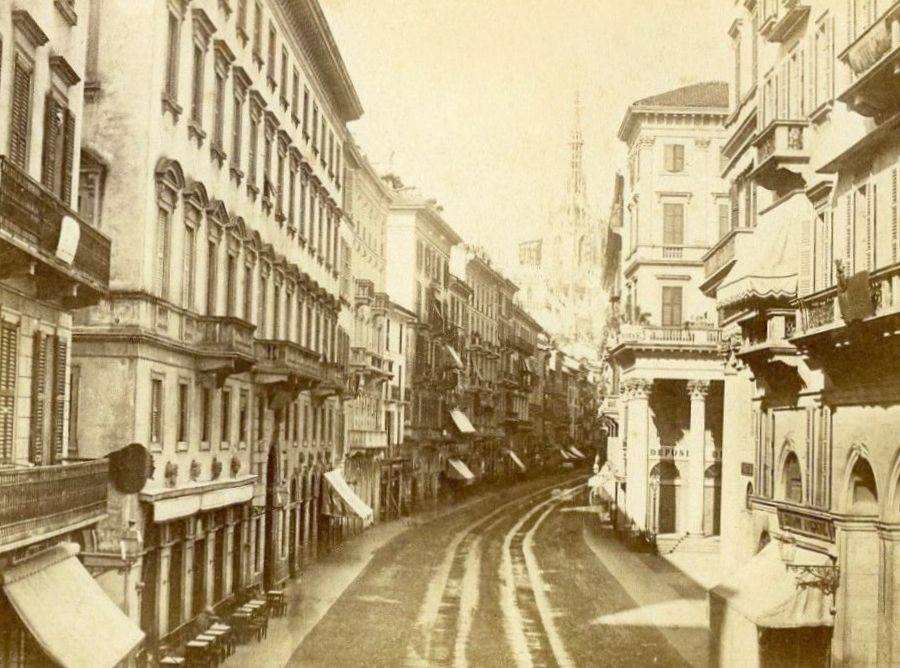
El Corso Vittorio Emanuele II en 1870.

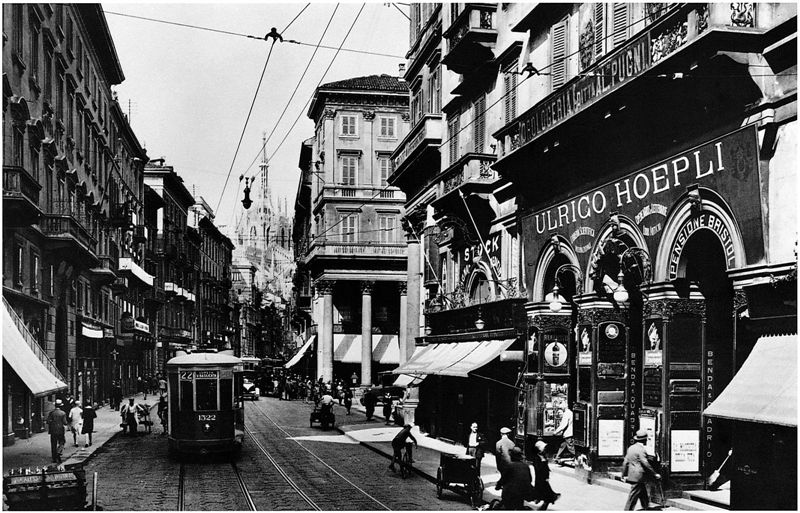
El Corso Vittorio Emanuele II en torno al 1929.

La calle tiene un origen muy antiguo: en la época romana era la arteria que conducía hacia el noreste. Posteriormente recibió el nombre de Corsia dei Servi (en los siglos XVII y XVIII) y era el primer tramo de la calle que unía la Piazza del Duomo con la puerta oriental. Este nombre se debía al convento de los Siervos de María (servi di Maria), que oficiaban la iglesia de Santa Maria dei Servi. Alessandro Manzoni, en Los novios, basándose en los hechos históricos en los que se inspira el poema, coloca en la Corsia dei Servi el forno delle Grucce (en milanés, el Prestin di Scansc), asaltado por el pueblo en una revuelta.
La antigua Corsia dei Servi fue regularizada y ampliada en los años veinte y treinta del siglo XIX: las antiguas casas de origen medieval  fueron sustituidas por palacios de mayor prestigio de estilo neoclásico. A mitad de la calle se construyó, en torno al 1830, el edificio más monumental, la iglesia de San Carlo al Corso.
Tras las obras, la calle recibió el nombre de Corso Francesco, en honor al emperador y rey de Lombardía-Venecia Francisco y, tras la unificación italiana, se convirtió en el Corso Vittorio Emanuele II, nombre que se mantuvo también durante la república. Los edificios, en gran parte bombardeados, fueron reconstruidos y en muchos casos modificados íntegramente, obteniendo además una doble fila de pórticos. Fue además la primera calle de Milán que fue peatonalizada, a mediados de los años ochenta. En esos mismos años perdió, sin embargo, una de sus características: la concentración de cines. Muchos de ellos han sido sustituidos en la actualidad por tiendas de grandes marcas de moda.
Aproximadamente a la mitad de la calle, bajo los pórticos del lado norte, se encuentra una escultura de mármol de época imperial, llamada Omm de Preja («hombre de piedra» en milanés), sobre la cual en los siglos pasados era costumbre colocar composiciones satíricas e ingeniosas sobre las personalidades de la época, al igual que sucedía con el célebre Pasquino y el resto de estatuas parlantes de Roma.
En la iglesia de San Carlo al Corso surgió la actividad del centro cultural La Corsia dei Servi en torno a figuras dotadas de un fuerte carisma como el padre David Maria Turoldo y Camillo De Piaz, que habían sido referencia para los católicos que participaron en la Resistencia. El mismo compromiso caracterizó la actividad de la posguerra, con el apoyo a las iniciativas de Zeno Saltini, fundador de la comunidad católica de Nomadelfia, en las que participaron siete frailes separados del convento de San Carlo. Sin embargo, la iglesia intervino con rotundidad, obligando a los frailes a volver. Bajo la dirección del padre Camillo De Piaz se continuó brevemente con la actividad, pero posteriormente continuó como una simple asociación privada que se trasladó a otra sede y se hizo llamar Nuova Corsia dei Servi. El antiguo nombre fue recuperado posteriormente para indicar las actividades culturales católicas realizadas en el convento de los Siervos.

## Edificios de interés
En el lado izquierdo:

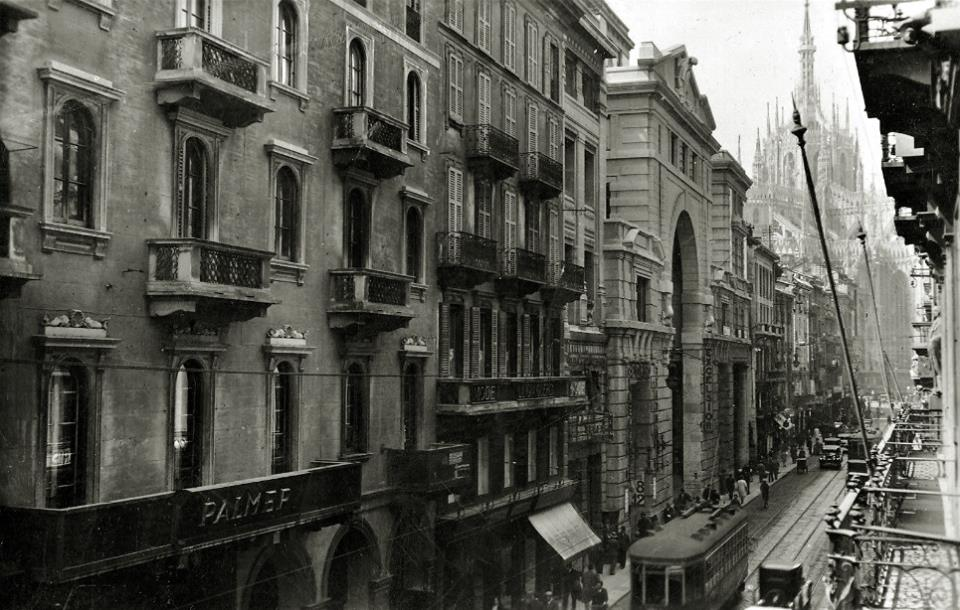
El Corso Vittorio Emanuele II en los años treinta del

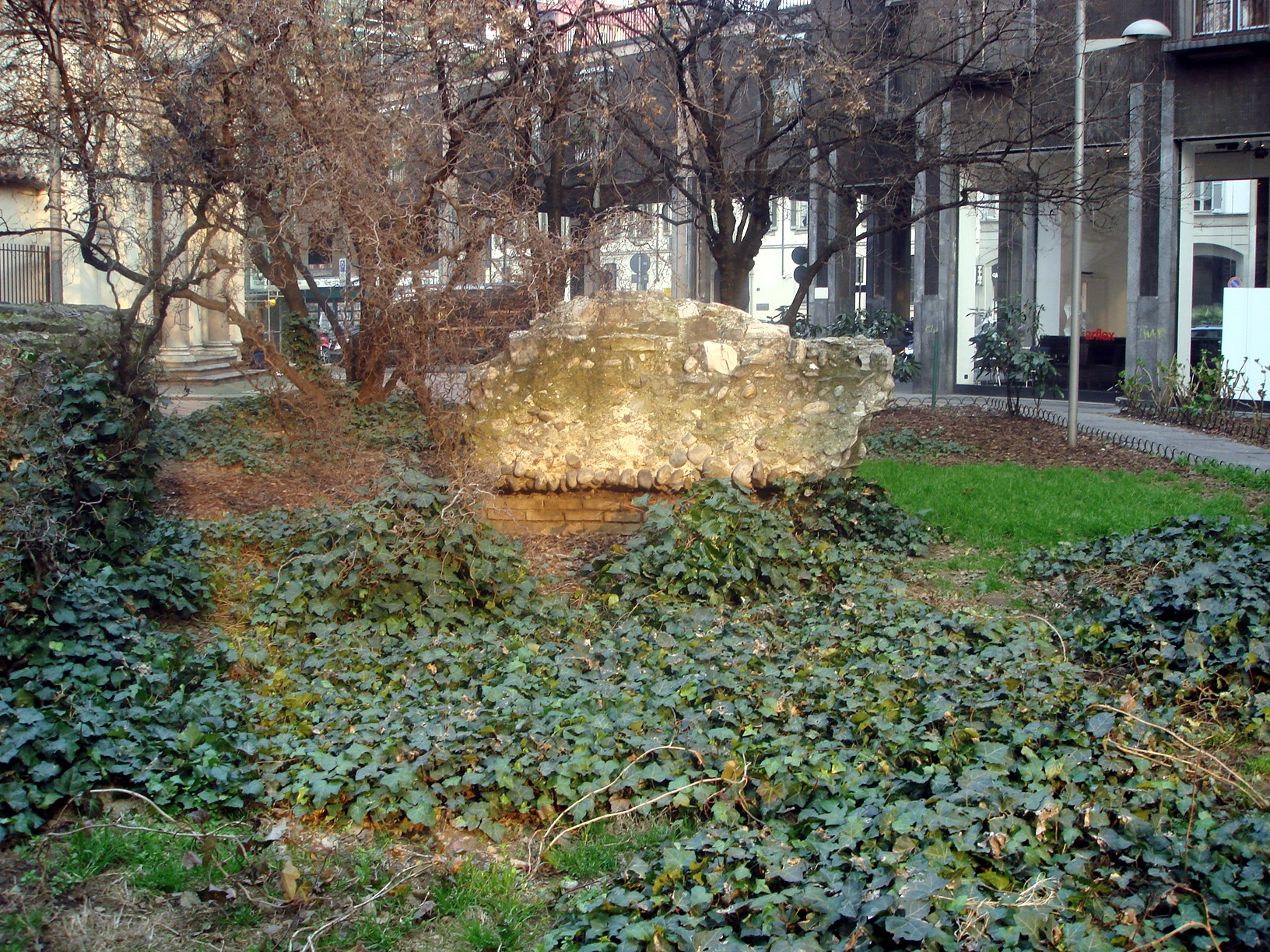
Restos de las terme Erculee en el largo Corsia dei Servi.

- en la esquina con la Piazza del Liberty se encuentra la Torre Tirrena, construida entre 1956 y 1957 según el proyecto de Eugenio y Ermenegildo Soncini;[5]
- en el número 37 (en la esquina con la Piazza San Babila y el Corso Matteotti) está el llamado Palazzo del Toro, construido entre 1935 y 1939 según el proyecto de Emilio Lancia y Raffaele Merendi.[6]

En el lado derecho:
- en el número 6 hay un edificio residencial y de oficinas, construido entre 1960 y 1963 según el proyecto de Giovanni y Lorenzo Muzio;[7]
- en el número 8 están los Magazzini Bonomi, construidos entre 1902 y 1907 según el proyecto de Angelo Bonomi;[8]
- poco después, el complejo de la Galleria del Corso, construida entre 1926 y 1930 según el proyecto de Pier Giulio Magistretti;[9]
- en los números 24-28 se encuentra un complejo de oficinas, viviendas, tiendas y cines, construido entre 1968 y 1972 según el proyecto del estudio BBPR.[10]

## Largo Corsia dei Servi
El nombre de Corsia dei Servi fue recuperado por un espacio abierto público situado en el interior de una manzana frente a la iglesia, propiedad en la época de la Unione Manifatture. En la plaza están los restos de las Termas Hercúleas, de la época imperial romana.